# Emma Virke

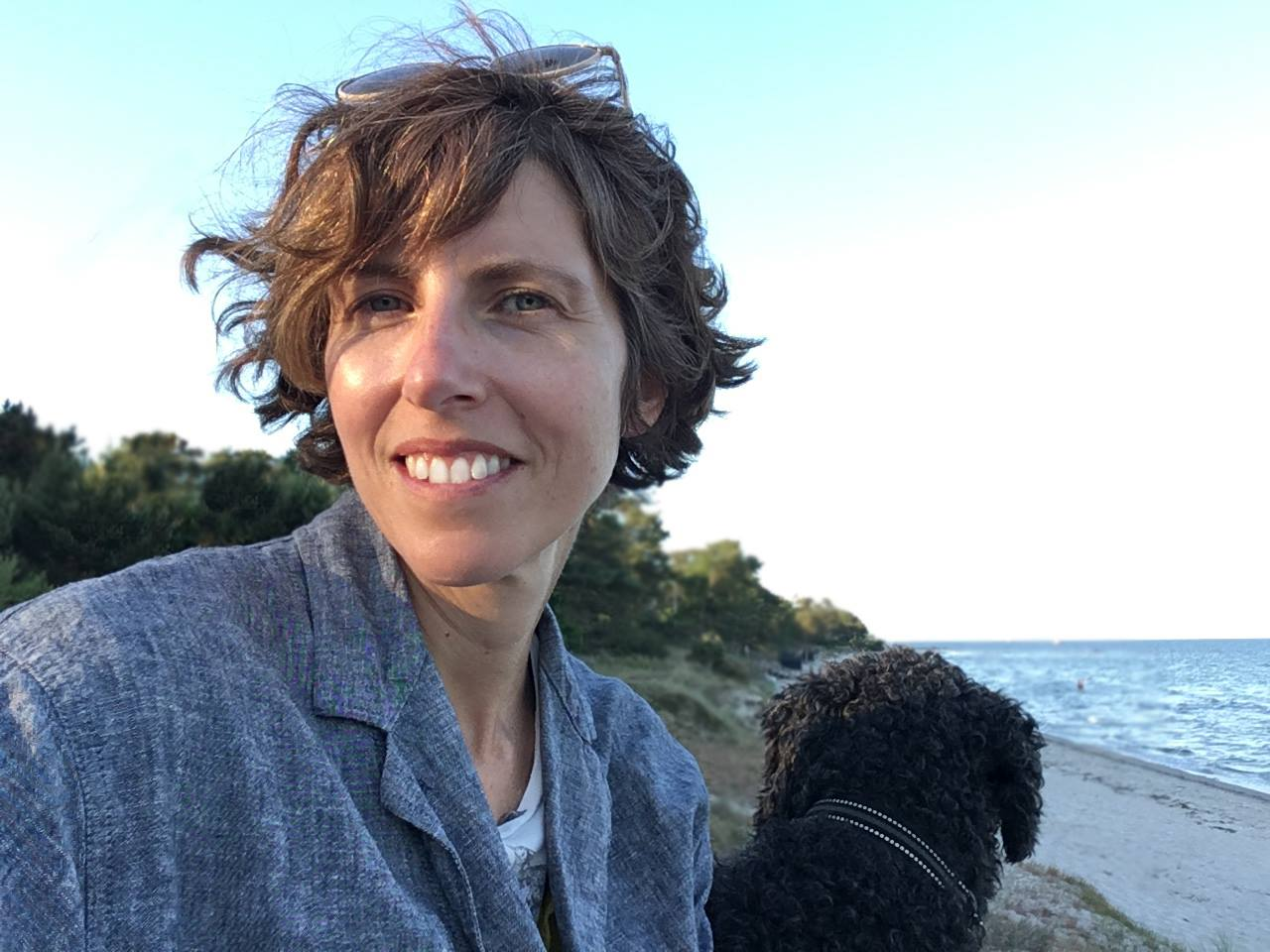
Emma Virke

Emma Virke är en svensk illustratör, konstnär, barnboksförfattare och grafisk formgivare. 
Emma Virke är verksam som bilderboksskapare och bildkonstnär. Hon skriver och illustrerar egna böcker eller samarbetar med andra författare och illustratörer. Hennes böcker är kända för att utforska den fysiska bokens begränsningar och har nominerats till Augustpriset tre gånger. År 2020 blev hon tillsammans med Åsa Lind mottagare av Snöbollen för årets svenska bilderbok för dragspelsboken Kom dagen, kom natten.
Hon föreläser om sitt skapande och barns läsning, gör workshops tillsammans med barn och vuxna, samt medverkar regelbundet i utställningar och har gjort flera konstnärliga gestaltningar till kommuner och regioner, bland annat utsidan av en biblioteksbuss i Uppsala.  
År 2016–2021 var hon ledamot i Svenska Barnboksakademin

## Böcker
- Mops (text: Eva Lindström) Natur och Kultur 2009
- Brevet till månen Alvina Förlag 2010
- Memmo och Mysen söker efter färger Alvina Förlag 2011
- Memmo och Mysen bråkar i vinden Alvina Förlag 2013
- Jon har ett svart hål i sitt röda hjärta (text:Grethe Rottböll) Bonnier Carlsen 2013
- Månkan och jag har en hemlighet (text: Katarina Kieri) Rabén & Sjögren 2014
- Toto tittut Lilla Piratförlaget 2014
- Min Sussirull (Illustration Ida Björs) Alvina Förlag 2014
- Toto maskerad Lilla Piratförlaget 2015
- Memmo och Mysen väntar på vintern Alvina Förlag 2015
- Toto – Var är nappen? Lilla Piratförlaget 2016
- Klä på Herr H Lilla Piratförlaget 2016
- Toto gräver en grop Lilla Piratförlaget 2017
- När Tomten försvann (Illustration Emelie Östergren) Lilla Piratförlaget 2017
- En sur citron Lilla Piratförlaget 2018
- Sången från andra sidan havet (Illustration Fumi Koike) Lilla Piratförlaget 2018
- Julias jul Lilla Piratförlaget 2018
- Tio små blommor (Illustration Ida Björs) Lilla Piratförlaget 2020
- Kom dagen, kom natten (Text Åsa Lind) Lilla Piratförlaget 2020
- En cool kiwi Lilla Piratförlaget 2021
- Min mamma är snabbare än din (Illustration Joanna Hellgren) Lilla Piratförlaget 2021
- Poodles eating noodles (Illustration Mogu Takahashi) Lilla Piratförlaget 2021
- Var är alla barnen på Förskolan Valen?! (Illustration Per Gustavsson) Lilla Piratförlaget 2021
- Lilla molnet (Illustration Fumi Koike) Lilla Piratförlaget 2022
- En busig banan Lilla Piratförlaget 2022
- En arg apelsin Lilla Piratförlaget 2023
- Presenten (Illustration Emelie Östergren) Lilla Piratförlaget 2023
- Ett ängsligt äpple Lilla Piratförlaget 2024
- Vi är regngudar (Illustration Ida Björs) Lilla Piratförlaget 2024

## Priser och utmärkelser
- Natur & Kulturs illustrationstävling 2009 (Mops)
- Kolla! 2010 Silver i kategorin Redaktionell illustration. Årlig tävling anordnad av Svenska Tecknare
- Fackförbundspressens dag 2011 Nominerad för bästa bild
- 2017 Tilldelad Elsa Beskow-plaketten för bilderboken Klä på Herr H
- Nominerad till Augustpriset för Kom dagen, kom natten 2020
- Mottagare av Snöbollen för årets svenska bilderbok 2020 för Kom dagen, kom natten[2]
- Nominerad till Augustpriset för Min mamma är snabbare än din 2021
- Nominerad till Augustpriset för Presenten 2023